# La dama de Shalott

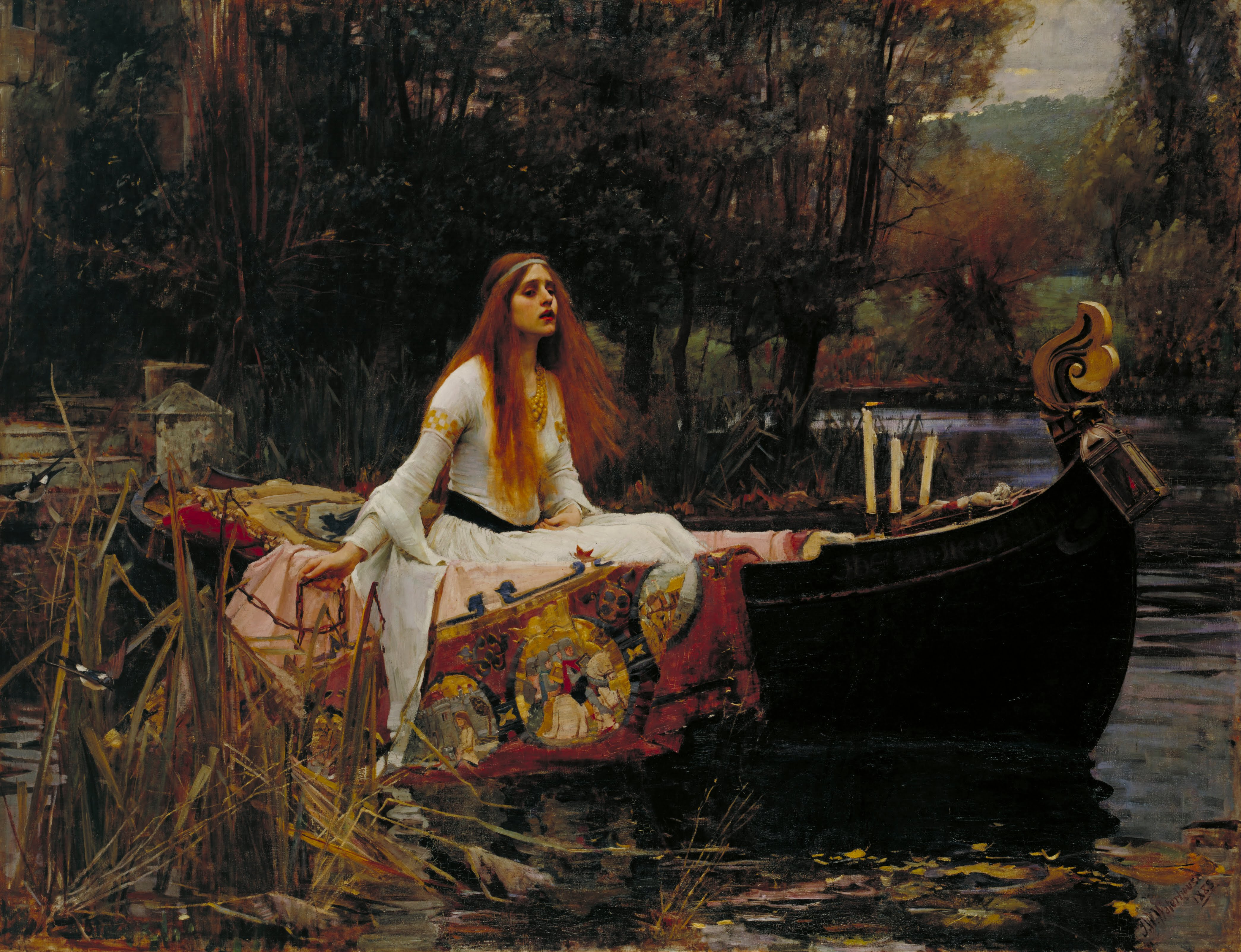
La dama de Shalott por John William Waterhouse, 1888 (Tate Britain, Londres)

La dama de Shallot o La señora de Shalott (en inglés: The Lady of Shalott) es una balada del poeta inglés Alfred Tennyson. Como en sus otros poemas –Lancelot, Reina Ginebra, y Galahad– el poema se enfoca en el Rey Arturo y está basado en fuentes medievales. Tennyson escribió dos versiones del poema, una publicada en 1833, de 20 estrofas, y otra en 1842, de 19 estrofas.

## Descripción

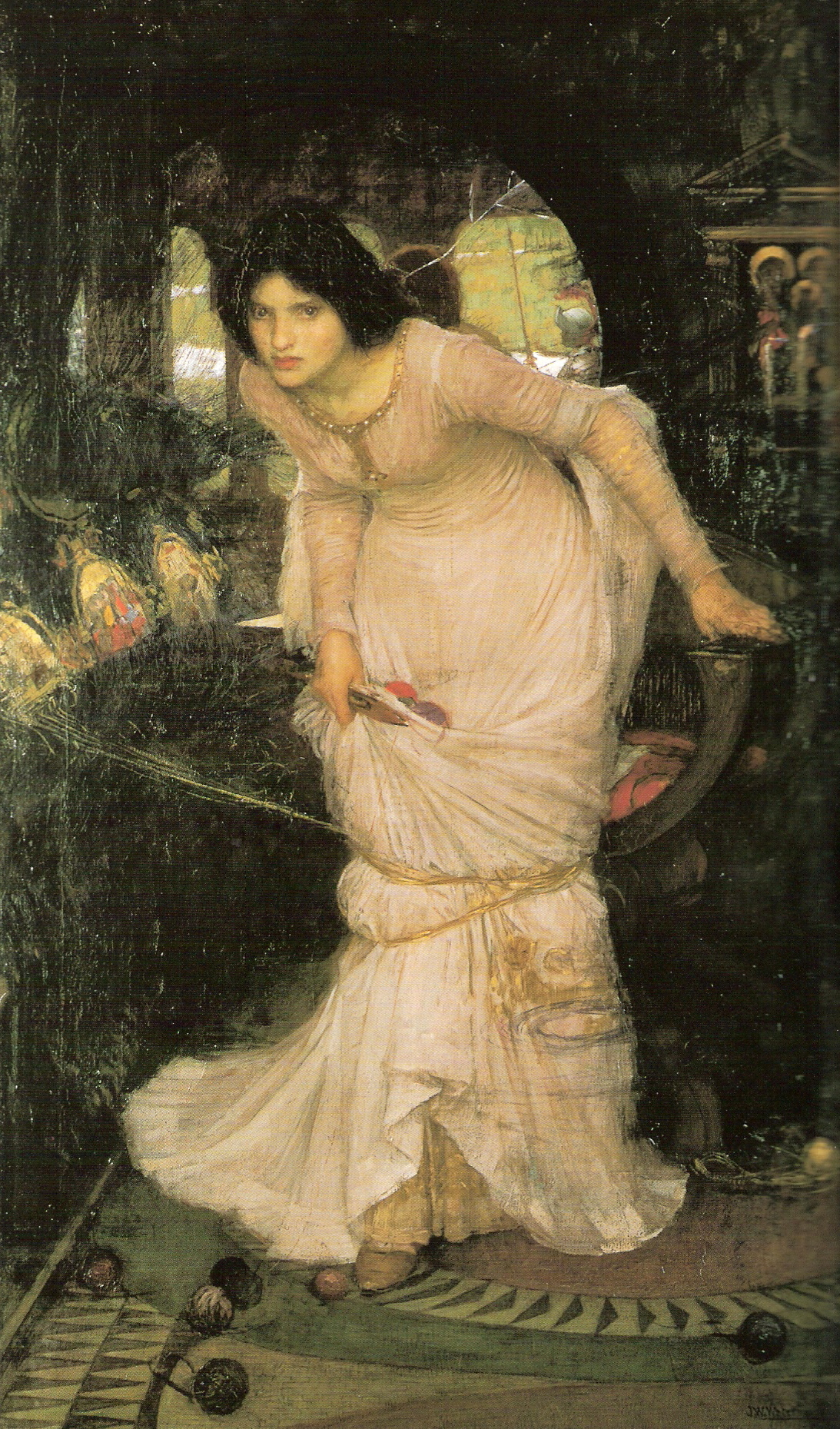
The Lady of Shalott Looking at Lancelot por Waterhouse, 1894

El poema está basado en la leyenda del Rey Arturo de Elaine de Astolat, como recuento de una novela italiana del siglo XIII ( 13) titulada Donna di Scalotta. Tennyson se centró en el aislamiento de la Lady (señora, dama) en la torre y su decisión de participar en el mundo viviente, dos asuntos ni siquiera mencionados en Donna di Scalotta.

## Estructura
Las primeras cuatro estrofas del poema describen un entorno pastoril. The Lady of Shalott (La dama de Shalott) vive en un castillo de una isla en un río que fluye a Camelot, mas los labradores locales saben poco sobre ella.
Desde la estrofa cinco a la ocho describe la vida de la señora. Padece una maldición misteriosa y tiene que crear imágenes en su cabeza continuamente sin ver directamente el exterior, el mundo. Por el contrario, mira a un espejo que refleja la carretera ocupada y las personas de Camelot que pasan por su isla. Las imágenes reflejadas son descritas cómo "shadows of the world" ("sombras del mundo"), una metáfora que aclara que son un mal sustituto de la mirada directa al mundo ("I am half-sick of shadows", "estoy cansada de las sombras").
De la estrofa nueve a la doce, describe al "Señor Lancelot" cuando monta a caballo y es visto por la señora.
Las siete estrofas restantes describen lo que produce el ver a Lancelot en la dama; dejando de crear imágenes en su cabeza y ve Camelot desde su ventana, dejando atrás la maldición. Deja su torre, encuentra una barca en la que escribe su nombre, y navega río abajo hacia Camelot. Ella muere antes de llegar al palacio. Entre los caballeros y señoras que la vieron está Lancelot, quien piensa que es preciosa.

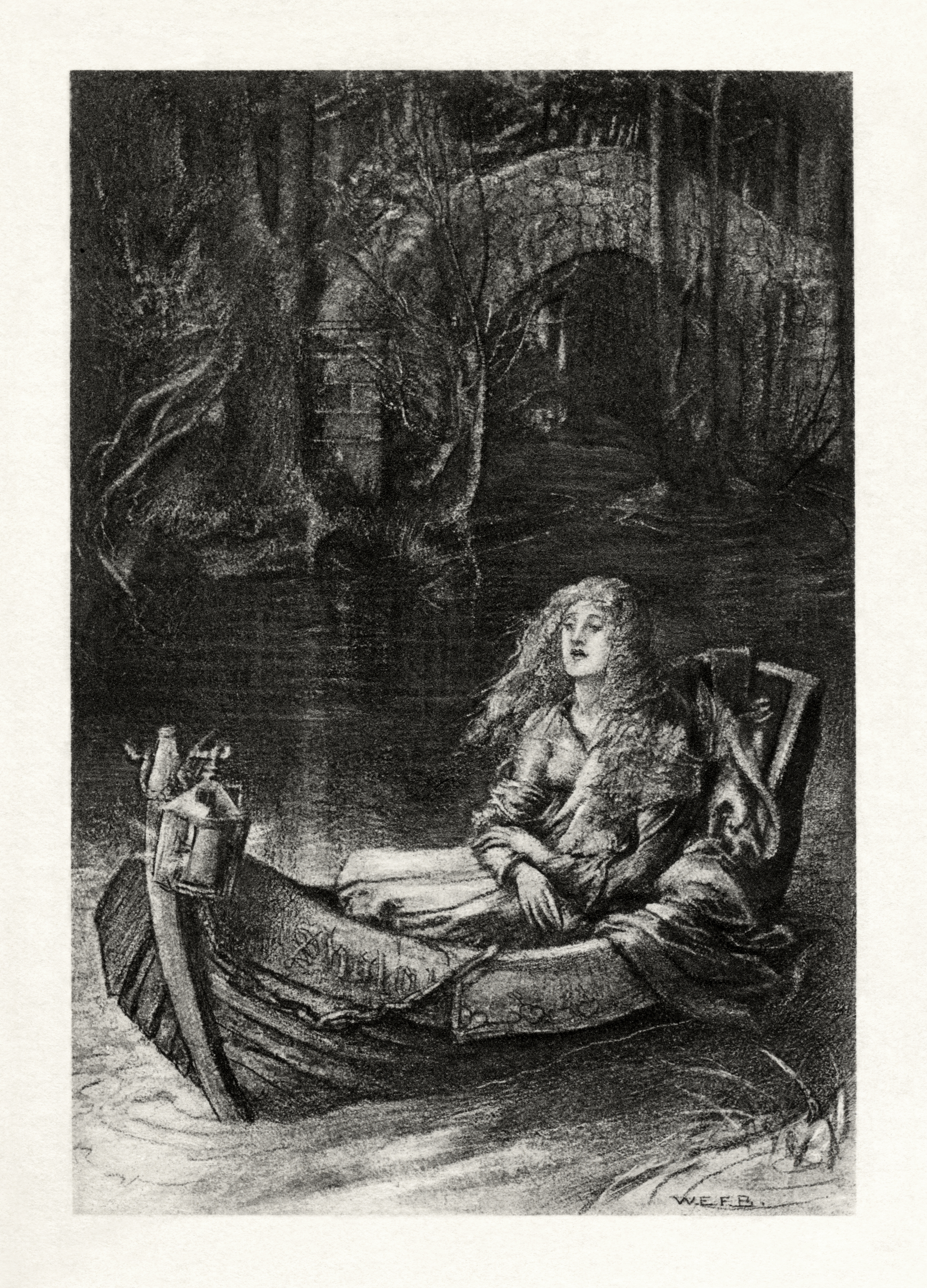
Ilustración de W. Y. F. Britten para una edición de 1901 de un de los poemas de Tennyson

## Temas

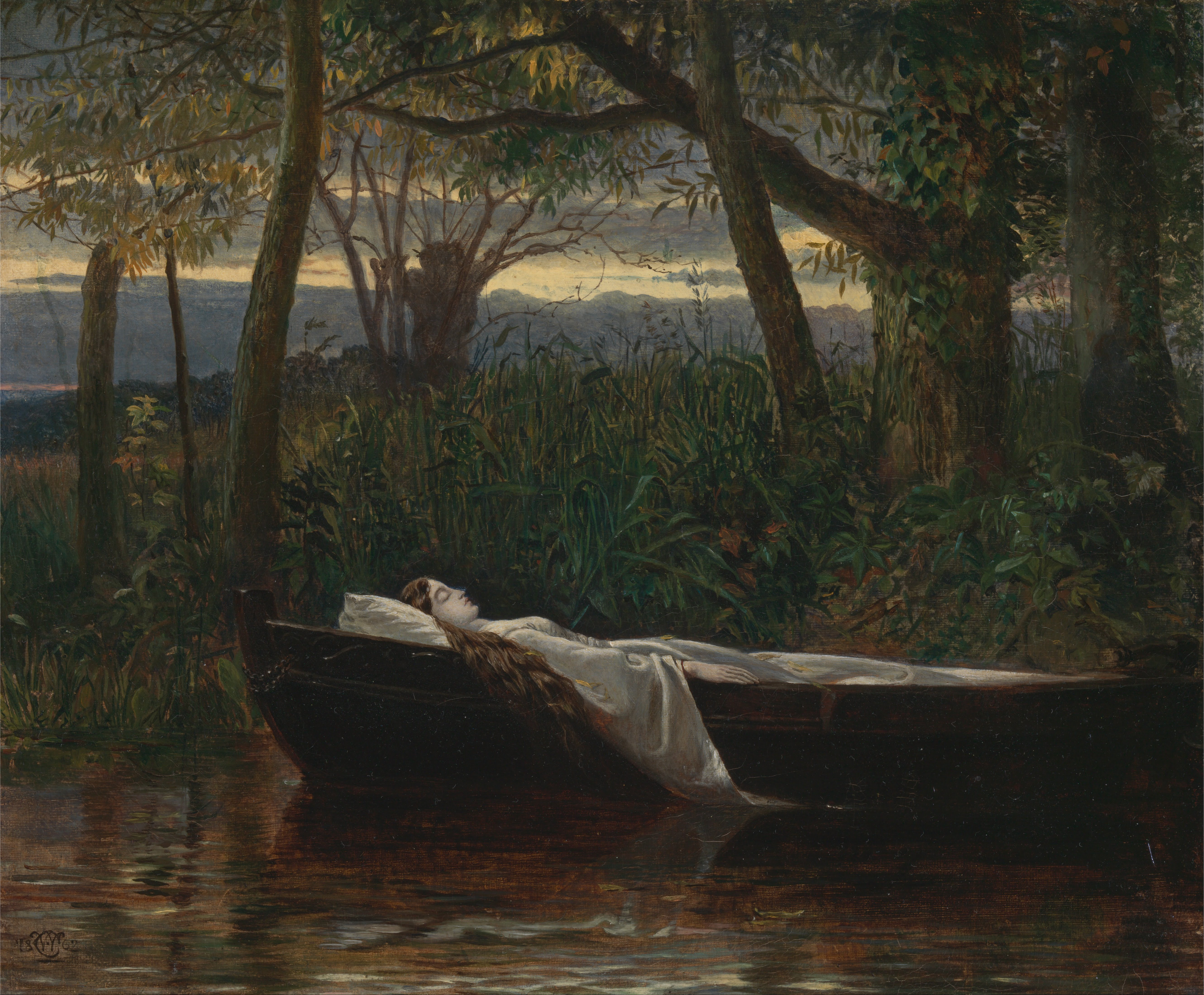
The Lady of Shalott, Walter Crane (1862).

Según Anne Zanzucchi, "en un sentido más general, es justo decir que la fascinación del poema está a la altura del trabajo de Tenysson". El biógrafo de Tenysson Leonée Ormonde comenta del poema que está "presentado como un acoplamiento válido para el estudio del artista y los peligros del aislamiento personal".
Los críticos feministas ven el poema preocupados por los asuntos de la sexualidad de las mujeres y su lugar en el mundo victoriano. Los críticos argumentan que The Lady of Shalott se centra alrededor de la tentación de la sexualidad y su inocencia preservada por muerte. Christine Poulson habla desde un punto de vista feminista y sugiere: "la huida de la Lady of Shalott (Dama de Shalott) desde su torre es un acto de rebeldía, un símbolo del poder femenino...". Desde el punto de vista de Poulson, huir desde la torre permite a la dama romper emocionalmente, siendo comparable con la sexualidad femenina.
La representación de la muerte también fue interpretada como un sueño. El crítico Christine Poulson dice que el sueño tiene unas connotaciones de vulnerabilidad y abandono físico, las cuales tampoco pueden sugerir un cumplimento sexual o ser una metáfora de la virginidad. Algunos cuentos de hadas, como La bella durmiente o Blancanieves, tradicionalmente dependieron de esta asociación. Así que, en lo que se refiere a la Lady of Shalott, Poulson dice: "al morir se convirtió en una bella durmiente que nunca puede ser despertada, símbolo de una pasividad femenina perfecta."
Críticos cómo Hatfield sugirieron que The Lady of Shalott es una representación de cómo Tennyson veía la sociedad; la distancia a la que otras personas están ante los ojos de la dama es simbólico de la distancia que siente con la sociedad. El hecho de que ella solo los ve reflejados por un espejo señala la manera en que Shalott y Tennyson ven el mundo. Esta distancia está por tanto vinculada a la licencia artística empleada por Tennyson.

## Influencia cultural en el arte

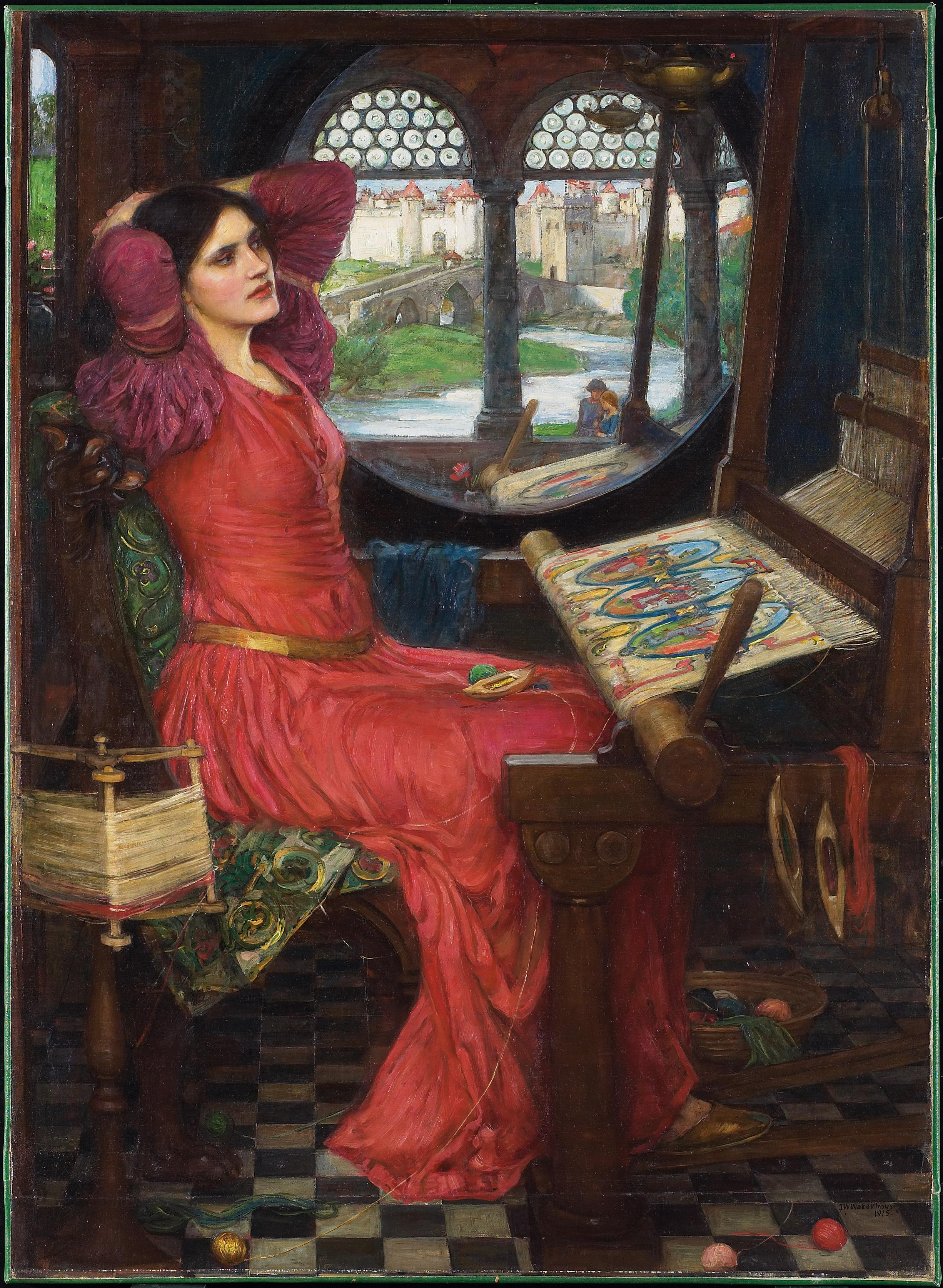
I Am Half-Sick of Shadows, Said the Lady of Shalott de Waterhouse

El poema era particularmente popular entre los artistas de la Hermandad Prerrafaelita, que compartían intereses con Tennyson; muchos de estos artistas tienen pinturas basadas en episodios de este poema. Dos aspectos, en particular, del poema, intrigaron a estos artistas: la idea de la señora atrapada en su torre y la joven moribunda río abajo hacia Camelot.
En 1857, Edward Moxon escribe una edición del poema de Tennyson ilustrada por William Holman Hunt y Dante Gabriel Rossetti, Hunt describió el momento cuando la dama vuelve para ver a Lancelot. En el fondo de la ilustración, Hunt añade una ventana con una pintura de la crucifixión de Cristo. Según Christine Poulson, esta crucifixión representa un modelo de sacrificio que resalta el ideal que la dama de Shalott no logra representar. Poulson también considera esta representación del asunto en el contexto de las funciones cambiantes de las mujeres en los 1880 y 1890, sugiriendo que sirvió como advertencia de muerte inminente a mujeres que dieron un paso desde sus funciones restringidas y exploraron sus deseos.

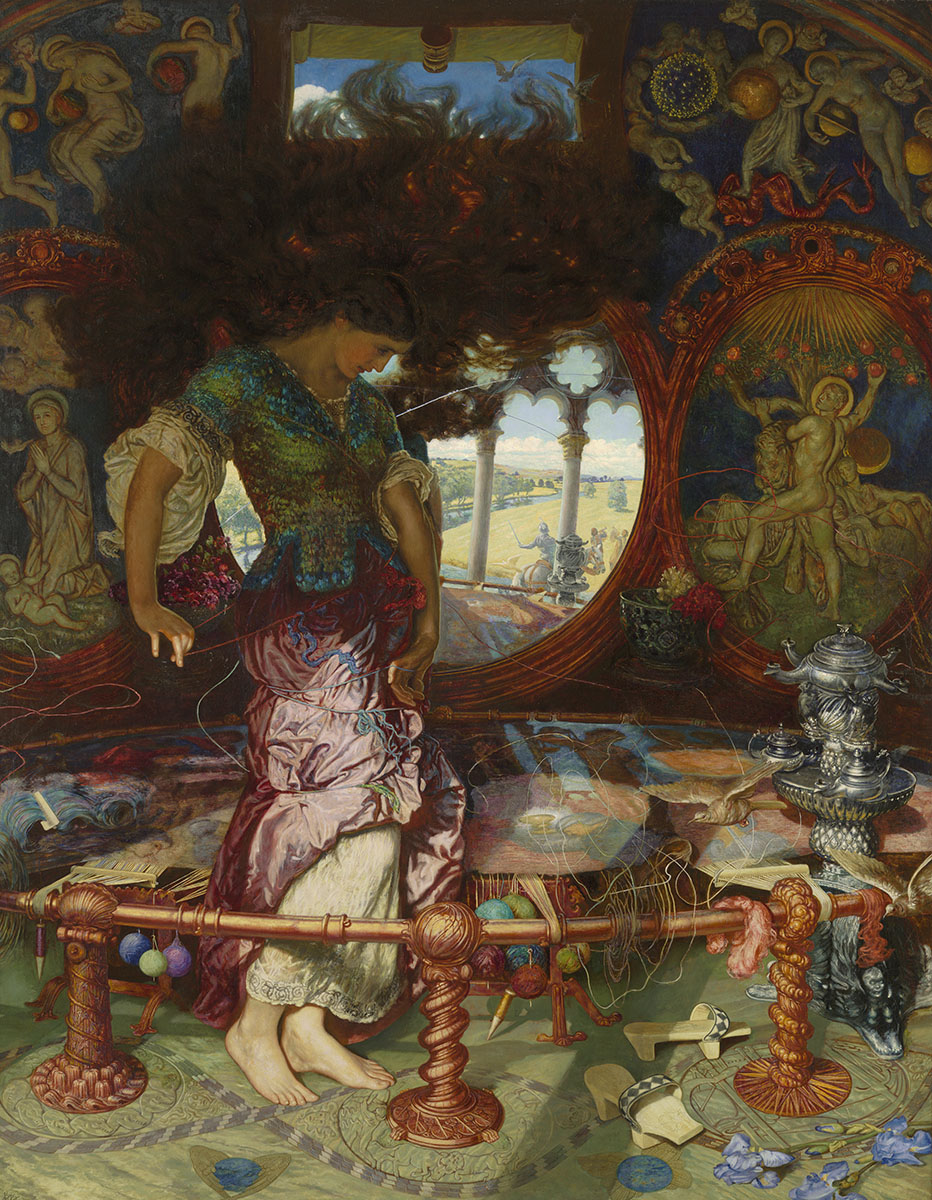
Lady of Shalott de William Holman Hunt (1905)

Rossetti describió la contemplación de Lancelot del precioso rostro de la dama. Tampoco la ilustración complació a Tennyson, quien dio a Hunt la tarea de representar a la dama cogida en los hilos de su tapiz, algo que no aparece descrito en el poema. Hunt explicó que quiso resumir el poema entero en una imagen sola, y que el aprisionamiento por los hilos sugirieron su "destino extraño". La escena fascinaba a Hunt, quien regresó a la composición en otros momentos de su vida y finalmente pintó una versión de gran escala poco antes de su muerte. Requirió ayudantes, cuando estaba demasiado débil para completarlo. Esto se consideró una alusión profunda a la dama, atrapada y alejada de la realidad, creando imágenes en su cabeza. Este trabajo está recogido en la colección del Museo de Arte Wadsworth Atheneum de Hartford (Connecticut).
John William Waterhouse pintó tres episodios del poema. En 1888, pintó la Señora que marcha para Camelot en su barca; este trabajo está recogido en el Tate Britain. En 1894, Waterhouse pintó a la Señora en el momento en que mira por la ventana para ver a Lancelot; este trabajo está recogido en la Galería de Arte de la Ciudad en Leeds. Poulson argumenta que el estilo impresionista de la pintura de Waterhouse en su interpretación de la Señora de Shalott de 1894 evoca un "sentido de vitalidad y urgencia". En 1915, Waterhouse pintó "I Am Half-Sick of Shadows," Said the Lady of Shalott, cuando la dama se sienta para presenciar una de sus visiones; este trabajo está recogido en la Galería de Arte de Ontario.

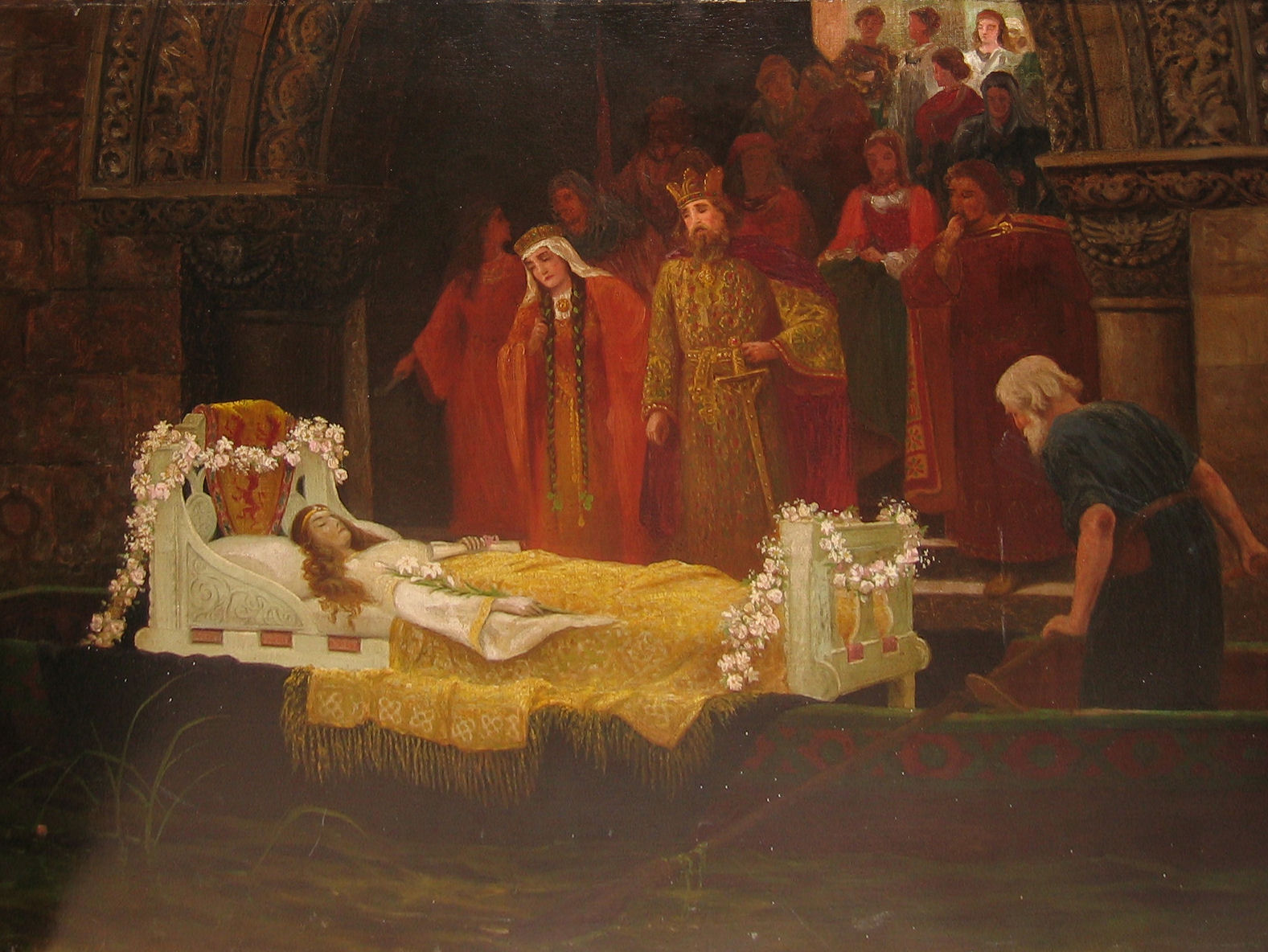
Elaine llega a Camelot.

Debido a la semejanza en las historias, las pinturas de Elaine de Astolat suelen ser muy similares a las pinturas de la dama de Shalott. La presencia de un criado que rema en la barca es un aspecto que las distingue.
En la literatura, se han hecho eco de la dama tennysoniana autores tan variados como Lucy Maud Montgomery, D. H. Lawrence o Agatha Christie. En la música, destaca la Dama de Shalott de Loreena McKennitt. En España, la recepción del poema parte de su traducción de Luis Alberto de Cuenca en su libro Museo (1978). Han rendido homenaje a la dama tennysoniana recientemente poetas como Juan Planas Bennásar, Isa Pérez Rod o María Elena Higueruelo. En 2021 se ha publicado de nuevo la versión de Luis Alberto de Cuenca, revisada, con ilustraciones de Howard Pyle de la edición de Poems de 1881 (Nueva York).